# Supremo Tribunal do Turquemenistão
A Suprema Corte do Turquemenistão (ou Turcomenistão) é uma instituição constitucional no Turquemenistão. É uma das três instituições turcomenas a exercer o poder governamental e é a corte mais alta do país. Instituído em 1992 após a aprovação da Constituição do Turquemenistão, a Suprema Corte atualmente é composta por 22 juízes que são nomeados pelo presidente do Turquemenistão para um mandato de 5 anos. É o sucessor da Suprema Corte da RSS turcomena. Os juízes associados são divididos em três câmaras diferentes, cada uma especificamente com foco no direito civil, penal e militar. A Suprema Corte é afiliada a diferentes tribunais regionais, tribunais provinciais, tribunais distritais e municipais, bem como ao Supremo Tribunal Econômico.

## Deveres
As principais tarefas do tribunal incluem interpretar a Constituição e rever a constitucionalidade de qualquer decisão tomada pela Assembleia do Turquemenistão. A Suprema Corte do Turquemenistão tem a capacidade de rever recursos contra sentenças judiciais e arbitrais.
O tribunal consiste nas seguintes divisões:
- Plenário
- Mesa
- Conselho Judicial para casos civis
- Conselho Judicial para casos de arbitragem
- Conselho Judicial para processos administrativos
- Conselho Judicial para processos criminais

A Suprema Corte está sediada na Rua Alicher Navoi, na capital Asgabate.

## Lista de presidentes da Suprema Corte
O Presidente da Suprema Corte do Turquemenistão é nomeado Presidente do Turquemenistão com o consentimento de Mejilis por um período de 5 anos. O presidente é juiz por profissão e organiza e gerencia o trabalho de todos os tribunais nacionais.
| Nº | Nome                     | Início do mandato      | Fim do mandato         |
| -- | ------------------------ | ---------------------- | ---------------------- |
| 1  | Halikberdy Atayev        | 1991                   | 4 de agosto de 1992    |
| 2  | Amanmurad Kakabayev      | 4 de agosto de 1992    | 28 de agosto de 1996   |
| 3  | Ata Rachmanov            | 28 de agosto de 1996   | 6 de janeiro de 1999   |
| 4  | Ovezgeldy Atayev         | 6 de janeiro de 1999   | 12 de novembro de 2002 |
| 5  | Yagshigeldy Esenov       | 12 de novembro de 2002 | 13 de julho de 2007    |
| 6  | Chary Khodzhamuradov     | 13 de julho de 2007    | 3 de março de 2008     |
| 7  | Yaranmurad Yazmuradov    | 3 de março de 2008     | 5 de outubro de 2011   |
| 8  | Amanmurad Hallyev        | 5 de outubro de 2011   | 31 de agosto de 2013   |
| 9  | Begench Charyev          | 31 de agosto de 2013   | 1 de junho de 2017     |
| 10 | Gylychmyrat Hallyev      | 1 de junho de 2017     | 6 de janeiro de 2021   |
| 11 | Guvanchmyrat Ussanepesov | 6 de janeiro de 2021   | presente               |